# Смуголисті
Смуголисті (Lembophyllaceae) — родина мохів порядку гіпнобрієвих (Hypnales). Вперше він був описаний фінським ботаніком Віктором Фердинандом Братерусом (1849–1929) у 1909 році. Родина в основному зустрічається в Австралазії та на півдні Південної Америки.

## Таксономія
Lembophyllaceae тісно пов'язана з родиною Neckeraceae. Представники Lembophyllaceae відрізняються від Neckeraceae типово кулястими пагонами (на відміну від здебільшого компланатних), листки — переважно часто нещільно притиснуті та часто добре розвинені перистоми (на відміну від редукованих або «шийкових» периостом). Роди включають:
- Antitrichia Bridel-Brederi - захід Північної Америки
- Bestia(інші мови) Broth. – захід Північної Америки
- Camptochaete(інші мови) Reichardt – Австралазія
- Dolichomitra(інші мови) (Lindberg) Broth. – Південно-Східна Азія
- Dolichomitriopsis(інші мови) S.Okamura – Південно-Східна Азія
- Fallaciella(інші мови) H. A. Crum – Австралазія, південь Південної Америки
- Fifea(інші мови) H. A. Crum – Австралазія
- Isothecium Brid. – широко поширений у північній півкулі
- Lembophyllum(інші мови) Lindb. – Австралазія, південь Південної Америки
- Looseria(інші мови) (Thér.) D. Quandt, S.Huttunen, Tangney, & Stech – південна частина Південної Америки
- Neobarbella(інші мови) Nog. – Південно-Східна Азія
- Pilotrichella(інші мови) (Müll. Hal.) Besch. – Гаваї, тропічна Америка, Африка, Мадагаскар
- Rigodium(інші мови) Kunze ex Schwägr. – Центральна та Південна Америка, Східна Африка, Мадагаскар
- Tripterocladium(інші мови) (Müll. Hal.) A. Jaeger – захід Північної Америки
- Weymouthia(інші мови) Broth. – Австралазія, південь Південної Америки